# Novigrad (Isztria)
Novigrad (olaszul: Cittanova) város Horvátországban Isztria megyében. Közigazgatásilag Antenal (Antenal), Bužinija (Businia), Dajla (Daila) és Mareda (Mareda) települések tartoznak hozzá.

## Fekvése
A város és kikötő Bujétól 15 km-re délnyugatra, az Isztriai-félsziget nyugati partján Umag és Poreč között a Mirna folyó torkolatánál fekszik. Maga a városmag egy félszigeten helyezkedik el, amely egykor sziget volt. A gáttal jól védett kikötő a város északi részén található. Főutak kötik össze a tengerparti Umag és Poreč, valamint a félsziget belseje felé Buje és Brtonigla településekkel.

## Története
Területe már a bronzkor óta lakott. Az ókorban görög kolónia majd a rómaiak "Emona" nevű települése állt a helyén. A félszigeten, ahol a mai városmag áll először csak egy villagazdaság volt, melynek védelmére a késő ókorban vár is épült és amely a 4. és 7. század között városias településsé nőtte ki magát. A mai települést 599-ben említik "Neapolis" néven I. Gergely pápának a ravennai érsek részére írt levelében. A város már ekkor püspöki székhely volt, mely címet 1831-ig meg is tartott. A város legfőbb hűbérura is a püspök volt és a püspökség fennhatósága északon a Dragonja, délkeleten a Mirna völgyéig terjedt. A 6-7. században bizánci, a 8–9. században frank uralom alatt állt. A település virágkorát a 8–9. században élte, amikor frank őrgrófság székhelye volt és ezzel bekapcsolódott az európai kultúrába. A 9. század elején a frank birodalmi gyűlés okiratában „Civitas Nova” néven említik. A 10-12. században német uralom alatt volt. Nem teljesen világos, hogy a 12. században miért bukkant fel újra az egyházi iratokban az „Emona, Emonia, Aemonia” név. Lakói hosszú évszázadokig főként halászok voltak. 1270-től a 18. század végéig a Velencei Köztársaság birtoka volt. A 16. században a sorozatos pestisjárványok és háborúk következtében során a lakosság majdnem teljesen kihalt. A kipusztult lakosság helyett a 17. században dalmáciai menekültekkel népesítették be. 1797-ben a napóleoni háborúk következtében megszűnt a Velencei Köztársaság és az Isztriával együtt a település is Habsburg uralom alá került. 1805-ben Napóleon a francia fennhatóság alatt álló Illír provincia részévé tette. Napóleon bukása után 1813-ban az egész Isztriával együtt ismét a Habsburg birodalom részévé vált és maradt 1918-ig.
A 19. század végén a turizmus fejlődésével lett kedvelt tengerparti üdülőhely. 1857-ben 1303, 1910-ben 1645 lakosa volt. Az első világháború után a rapallói szerződés értelmében Isztria az Olasz Királysághoz került. 1943-ban az olasz kapitulációt követően német megszállás alá került, mely 1945-ig tartott. A második világháború után a párizsi békeszerződés értelmében Jugoszlávia része lett, de 1954-ig különleges igazgatási területként átmenetileg a Trieszti B zónához tartozott és csak ezután lépett érvénybe a jugoszláv polgári közigazgatás. A 20. század végére észak és nyugat felé terjeszkedett és már magában foglalta Antenal, Celega, Fakinija, Karpinjan, Kršin, Mareda, Paulija, Rozelija, stb. települések területét is. Rohamosan fejlődött a turizmus, mely az 1970-es évekre már az itt lakók fő bevételét adta. A kikötő 1983-ra épült ki. Jugoszlávia felbomlása után 1991-ben a független Horvátország része lett. 2011-ben a városnak 2586, a községnek összesen 4328 lakosa volt. A gazdaság fő ágazata a turizmus, mellette lakói mezőgazdasággal, halászattal foglalkoznak. Ma a város területén több szálloda, kemping és sok apartman üzemel.

## Nevezetességei
- Szent Pelagiusz és Maximusz tiszteletére szentelt háromhajós barokk-klasszicista plébániatemploma eredeti formájában még a kora keresztény időszakban az 5–6. században, a novigradi püspökség alapításának idején épült. Ennek az első templomnak a maradványait találták meg 1972-ben a bazilika hosszanti falában, ahol kora keresztény kori ablaknyílásokat bontottak ki. A templomot története során több ízben megújították és átépítették. Így történt ez 1408-ban, 1580-ban, 1746-ban és 1775-ben is. A templomot a középkorban freskók díszítették, ennek nyomai a déli mellékoltárnál maradtak fenn. 1874-ben lebontották a régi harangtornyot és a velencei Szent Márk templom campaniléjének mintájára új, 45 méter magas különálló harangtornyot építettek helyette. Kúp alakú toronysisakjának tetején a város védőszentjének Szent Pelagiusznak az 1913-ban elhelyezett, fából faragott, rézlemezekkel borított szobra áll. A harangtoronyban két harang található. A mai neoklasszicista homlokzat 1935-ben készült el. A márvány főoltár és mellékoltárok 1790-ben készültek barokk stílusban. Az oltárképeket, a faragott faszobrokat és a püspöki trónt szintén a 18. században készítették, a templom ugyanis 1831-ig a novigradi püspökség megszüntetéséig püspöki székesegyház volt. A szentély alatt a 12. században épített román stílusú háromhajós altemplom található, ahol egy 12. századi szarkofág és régi római sírkövek láthatók. Az 1895-ben végzett ásatások leletei a városi lapidáriumban láthatók. 1997-től az altemplomban állagmegóvó munkák folytak, melyek során újabb leletek kerültek elő.
- A történelmi városmag épségben fennmaradt falai ma is a város szimbólumai közé tartoznak. Az ókori falak maradványain a 13. században a velenceiek építettek új, pártázott védőfalakat, melyeket a későbbi századok során többször megújítottak. A falakat reneszánsz hengeres tornyok erősítik, míg a korábban épített négyszögletes torony az egykori főkapu mellett áll.[2]
- A városi loggia egyedülálló módon a tengerparton áll és egykor valószínűleg a védőfalak szerkezetébe illeszkedett. Építési ideje a 16. századra tehető, 1860-ban és 1930-ban megújították. A loggia mellett a nyugati oldalon félköríves kikötői átjáró található, melynek zárókövébe az 1649-es évszámot vésték be, melyet azonban a 19. században építettek be és a város északnyugati részéről a városkapuról került át ide.
- A városmag fennmaradt középkori palotái közül említésre méltó a gazdag Rigo család 15. századi eredetű, mai formájában 1760 körül épített palotája.
- Szent Ágota tiszteletére szentelt temploma a 9. század és a 13. század között épült, a régi városi temetőben áll. A háromapszisos épület a román stílusú szakrális épületek szép példája, melyen jól látszanak a karoling korai keresztény építészeti hatás jegyei. Berendezésének értékei két helyi kivitelezésű késő barokk szobor és a Szent Ágotát ábrázoló oltárkép. A templomot 1993 és 1995 között restaurálták.
- A Lapidárium 93 ókori és középkori kőemlékből álló múzeumi gyűjtemény, az egyik legjelentősebb ilyen jellegű gyűjtemény az országban. Építészeti elemekből (küszöbök, ablakkeretek, címerek stb.) és nagy részben liturgikus berendezési tárgyakból (oltárlapok, cibóriumok, pilaszterek, oszlopfők stb.) áll. Legfontosabb része a kora középkori gyűjtemény, melyből kiemelkedik Mauricio püspök cibóriuma a 8. század végéről, a karoling művészet ritka szép példája ezen a területen. Az értékes gyűjteményt aggasztó állapota miatt 1994-ben a teljes anyagot kivitték addigi kiállóhelyéról a Rigo-palota földszintjéről, majd alapos restaurálásnak és konzerválásnak vetették alá. 2004-ben kezdődtek meg a városi múzeum lapidáriumának építési munkálatai, melyek 2006-ban fejeződtek be. A gyűjtemény itt talált végleges otthonra.
- A Rigo-palota, mely Novigrad belvárosától egy kilométerre északnyugatra Karpinjanban található, 1762-ben épült barokk stílusban. Építtetője az a Carlo Rigo novigradi nemes volt, aki a város kulturális életében is mély nyomokat hagyott. Mára az épületegyüttes az idő vasfoga és az emberi nemtörődömség következtében nagyon rossz állapotban van.
- A Kármelhegyi Boldogasszony tiszteletére szentelt temploma a 15. század végén épült, a 18. század második felében és a 19, század első felében megújították. Egyhajós csarnoktemplom tagolt klasszicista homlokzattal. Harangtornya 15 méter magas, 1836-ban épült. A templom mellett egykor kis kolostorépület is állt, melyben a domonkosok (1495-től), az Ágoston rendiek és a ferences harmadrend szerzetesei (1725-től) váltották egymást. A kolostor a szerzetesrendek megszüntetése után elnéptelenedett, 1806-ban a francia uralom idején bontották le.
- A kikötő végében áll a Remete Szent Antal tiszteletére szentelt templom. Az épület 15. századi gótikus eredetű, a 17. században megújították. A 19. század közepén a szentélyt nagyobbították meg és két oldalsó ablakot vágtak rá.
- A városi közkút egy körülkerített területen áll, 1496-ban építették. Kőből faragott káváját stilizált koszorúk díszítik, a lábánál látható vájatok valószínűleg mérce céljára szolgáltak.
- A pozzo novoi ciszterna kávája hat kőlapból áll és az egykori velencei elöljáró A. Civran (1506-1507) címere díszíti, mely a község területén a legrégibb fennmaradt címerábrázolás.
- Szent Rozália tiszteletére szentelt templomát 1907-ben építették.
- Novigrad történelmi központjától északra fekvő Karpinjan és St. Anton öblökön belül számos partmenti ősi épület helyzetét határozták meg, amelyek közül kiemelkedik két villa rustica, valamint az ókori kikötői dokk.[3]
- A Sheakespeare-osztályú brit "Coriolanus" aknakereső hajó roncsa Novigradtól 6 tengeri mérföldre nyugatra, 20-32 m mélységben fekszik a tengerben. A hajó 50 m hosszú, a fedélzet, a híd, a far és a fedélzeten lévő fegyverek máig jól megőrződtek. A hajó 1945-ben süllyedt el, amikor egy aknára futott.[4]

## Lakosság
| Lakosság változása | Lakosság változása | Lakosság változása | Lakosság változása | Lakosság változása | Lakosság változása | Lakosság változása | Lakosság változása | Lakosság változása | Lakosság változása | Lakosság változása | Lakosság változása | Lakosság változása | Lakosság változása | Lakosság változása | Lakosság változása |
| ------------------ | ------------------ | ------------------ | ------------------ | ------------------ | ------------------ | ------------------ | ------------------ | ------------------ | ------------------ | ------------------ | ------------------ | ------------------ | ------------------ | ------------------ | ------------------ |
| 1857               | 1869               | 1880               | 1890               | 1900               | 1910               | 1921               | 1931               | 1948               | 1953               | 1961               | 1971               | 1981               | 1991               | 2001               | 2011               |
| 1303               | 1404               | 1277               | 1372               | 1520               | 1645               | 2221               | 1502               | 1476               | 1115               | 1393               | 1710               | 1930               | 2522               | 2629               | 2586               |

## Galéria
- A plébániatemplom
- Az oltárépítmény részlete az altemplomban
- A városmag a harangtoronnyal
- A Kármelhegyi Boldogasszony templom
- A Szent Ágota templom
- A Lapidárium épülete
- A városi loggia
- A Rigo-palota
- A városfalak részlete